# Гасанов, Хикмет Гусейн оглы
Хикмет Гусейн оглы Гасанов (азерб. Hikmət Hüseyn oğlu Həsənov; 9 октября 1975, Пирахмедли, Физулинский район, Азербайджанская ССР, СССР) — азербайджанский военный деятель, генерал-майор Вооружённых Сил Азербайджанской Республики, командир 1-го армейского корпуса, участник боевых действий в Нагорном Карабахе в начале апреля 2016 года и во время боевых действия в Нагорном Карабахе осенью 2020 года.

## Биография
Хикмет Гасанов родился в селе Пирахмедли Физулинского района Азербайджанской ССР.
Будучи учеником средней школы, Гасанов стал свидетелем Карабахского конфликта и решил стать военным. Окончив в 1992 году среднюю школу, поступил в Бакинское высшее общекомандное училище. Через некоторое время, в том же году, в связи с ухудшением положения на фронте Первой карабахской войны подал рапорт командованию училища, прервал учёбу и отправился на фронт защищать родное село.

## Военная деятельность

### 1990-е — 2000-е
В 1993 году Хикмет Гасанов занимал должность командира взвода в воинской части города Тертер. Затем служил в бригаде воинской части в Агдаме. Позже был назначен командиром части, а затем командиром батальона.
С 2002 по 2003 год проходил обучение в Нанкинской высшей военной академии Сухопутных войск Народно-освободительной армии Китая, которую окончил с отличием за что награждён специальным знаком. Вернувшись на родину в 2003 году, Гасанов был назначен заместителем командира бригады по материально-техническому обеспечению в войсковой части в городе Газах, а через несколько месяцев продолжил службу в должности начальника штаба бригады в воинской части в Товузе. В 2004 году Гасанов за взятие армянского поста в направлении Товуза на линии соприкосновения азербайджано-армянских сил был повышен в должности и назначен командиром бригады.
С 2005 по 2008 год Хикмет Гасанов был командиром бригады в воинской части в Гяндже.
В 2008 году поступил в Военную академию Вооружённых сил и в 2010 году окончил её с отличием.
В 2010 году Гасанов назначен командиром бригады (посёлок  Перекешкюль), в составе которой Министерством обороны в соответствии с соглашением о партнёрстве с НАТО был сформирован батальон НАТО, став таким образом первым азербайджанским военнослужащим, который рапортовал на английском языке о задачах, поставленных на учениях НАТО.

### 2010-е

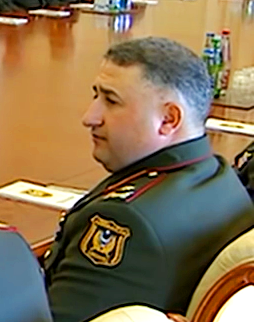
Генерал-майор Хикмет Гасанов в марте 2017 года

В 2013 году Хикмет Гасанов отправился в Германию для продолжения образования. Здесь он прошёл курс НАТО по оперативному планированию и практиковался в качестве штабного офицера в оперативном штабе НАТО. В 2014 году распоряжением Президента Азербайджанской Республики, Верховного Главнокомандующего Ильхама Алиева Гасанов был назначен начальником штаба Нахичеванской отдельной общевойсковой армии. Также Гасанов принимал участие на различных курсах НАТО в Турции, Нидерландах и Германии.
28 декабря 2014 года приказом Верховного Главнокомандующего Гасанов назначен командиром воинской части в Тертерском районе, расположенным на линии соприкосновения Нагорного Карабаха.
В января 2015 года Хикмет Гасанов назначен на должность командира подразделения.
В ночь на 2 апреля 2016 года на линии соприкосновения армяно-азербайджанских сил в Нагорном Карабахе начались интенсивные боевые действия. Соглашение о прекращении огня заключили только 5 апреля. В этих боях Гасанов координировал бои на трёх направлениях фронта: Агдамском, Тертерском и Геранбойском фронтах. В бою под его руководством в апрельских боях азербайджанская армия, согласно азербайджанским источникам, уничтожила 21 пост противника и очистила от противника 7 стратегических высот вокруг села Талыш.

### 2020-е

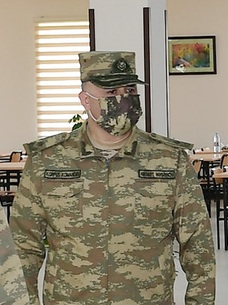
Генерал-майор Хикмет Гасанов в воинской части в Агдамском районе в июне 2020 года

В конце сентября 2020 года в Нагорном Карабахе возобновились боевые действия с применением танков, летательных аппаратов и артиллерии. Командир 1-го корпуса генерал-майор Хикмет Гасанов в ходе боевых действий занимает должность командира воинского объединения. Министерство обороны Азербайджана заявило, что к утру 2 октября азербайджанские войска установили контроль над господствующими высотами вокруг села Мадагиз. Вечером 4 октября Верховный Главнокомандующий Вооружёнными силами Азербайджана, президент Азербайджана Ильхам Алиев, а позднее и Министерство обороны Азербайджана заявили, что армия страны взяла под контроль село Мадагиз. В этот же день Алиев поздравил командира 1-го армейского корпуса Хикмета Гасанова «с освобождением Мадагиза».

## Воинские звания
- 24 июня 2014 года распоряжением президента Азербайджанской Республики Ильхама Алиева № 573 Хикмету Гасанову присвоено звание генерал-майора[9].

## Награды
- 22 июня 2006 года за особые заслуги в защите независимости, территориальной целостности Азербайджанской Республики, а также за отличие при исполнении своих служебных обязанностей и поставленных перед войсковой частью задач полковник-лейтенант Хикмет Гасанов указом президента Азербайджанской Республики Ильхама Алиева награждён медалью «За отвагу»[10].
- 25 июня 2012 года за особые заслуги в защите независимости, территориальной целостности Азербайджанской Республики, а также за отличие при исполнении своих служебных обязанностей и поставленных перед войсковой частью задач полковник Хикмет Гасанов распоряжением президента Азербайджанской Республики Ильхама Алиева № 2305 награждён медалью «За Родину»[11][12][13].
- 24 июня 2015 года за особые заслуги в защите независимости, территориальной целостности Азербайджанской Республики, за отличие при исполнении своих служебных обязанностей и поставленных перед войсковой частью задач, а также за заслуги в области военного образования генерал-майор Хикмет Гасанов распоряжением президента Азербайджанской Республики Ильхама Алиева № 1294 награждён медалью «За военные заслуги»[14][15][16].
- 25 июня 2018 года по случаю 100-летия создания Азербайджанской армии и за особые заслуги в защите и сохранении территориальной целостности Азербайджанской Республики, отличие при выполнении поставленных перед ними заданий генерал-майор Хикмет Гасанов распоряжением президента Азербайджанской Республики Ильхама Алиева № 225 награждён орденом «За службу Отечеству» 3-й степени[15][17].
- 9 декабря 2020 года распоряжением Президента Азербайджанской Республики за высокий профессионализм при управлении боевыми операциями во время освобождения территорий и восстановления территориальной целостности Азербайджанской Республики, а также за мужество и отвагу при несении военной службы был награждён орденом «Карабах»[18].
- Медаль «10-летие Вооружённых Сил Азербайджанской Республики (1991—2001)»[19]
- Медаль «90-летие Вооружённых Сил Азербайджанской Республики (1918-2008)»[19]
- Медаль «95-летие Вооружённых Сил Азербайджанской Республики (1918-2013)»[19]
- Медаль «100-летие Вооружённых Сил Азербайджанской Республики (1918-2018)»[19]
- 25 декабря 2020 года распоряжением президента Азербайджанской Республики Ильхама Алиева генерал-майор Хикмет Гусейн оглы Гасанов «за личную доблесть и отвагу, продемонстрированную при участии в боевых операциях за освобождение от оккупации Физулинского района Азербайджанской Республики» был награждён медалью «За освобождение Физули»[20].
- 25 декабря 2020 года распоряжением президента Азербайджанской Республики Ильхама Алиева генерал-майор Хикмет Гусейн оглы Гасанов «за личную доблесть и отвагу, продемонстрированную при участии в боевых операциях за освобождение от оккупации Ходжавендского района Азербайджанской Республики» был награждён медалью «За освобождение Ходжавенда»[21].
- 29 декабря 2020 года распоряжением президента Азербайджанской Республики Ильхама Алиева генерал-майор Хикмет Гусейн оглы Гасанов «за личную доблесть и отвагу, продемонстрированную при участии в боевых операциях за освобождение от оккупации села Суговушан Азербайджанской Республики» был награждён медалью «За освобождение Суговушана»[22].

## Владение языками
Хикмет Гасанов свободно владеет английским, русским, турецким, персидским и армянским языками.